# Romantismo Urbano
O romance urbano, também conhecido como romance da cidade ficou marcado por tentar retratar e criticar os costumes da sociedade carioca em 1830. Teve como primeira obra O filho do Pescador TEO, de 1843, Teixeira e Sousa, no entanto, seu valor é apenas histórico, a obra de maior valor dessa tendência  foi A moreninha de Joaquim Manoel de Macedo.
Outro autor de destaque foi José de Alencar com os romances Senhora, Lucíola, e Diva. Memórias de um Sargento de Milícias, de Manuel Antônio de Almeida é considerado por alguns romance urbano. Os romances urbanos criam um público leitor ávido e fiel.
O romance urbano também conhecido como romance de costumes tem como principal característica a preocupação na ilustração de paixões, comportamento e interesses da classe social da época em foco. Os romances urbanos se caracterizam também pela presença do herói e da heroína, que apaixonados precisam quase sempre superar obstáculos para viverem felizes. Outra principal característica é que trouxeram uma nova forma de entretenimento a leitura de romances
A representação dos costumes da elite brasileira definiu o projeto literário do romance urbano. As dezenas de títulos escritos por Joaquim Manoel de Macedo e José de Alencar adotaram um mesmo plano de fundo - o Rio de Janeiro, capital do Império - para as histórias de amor que farão o deleite das moças da corte.

OS AGENTES DO DISCURSO
O contexto de produção da literatura romântica, ao profissionalizar a condição dos escritores, estimula a criação literária porque, como eles dependem da venda de seus textos, passam a escrever mais.
A circulação inicial dos romances ocorre nas páginas dos periódicos. Alem de noticiar os principais acontecimentos, os jornais publicam também folhetins estrangeiros traduzidos, dando inicio à formatação de um novo tipo de leitor: alguém que aprecia as histórias folhetinescas e compra o jornal para poder acompanhá-las.
_____
VOCABULÁRIO
(1)  FOLHETINESCAS: a mesma coisa que folhetins.
___
REFERÊNCIAS
Abaurre, Maria Luiza M. Português: contexto, interlocução e sentido / Maria Luiza M. Abaurre, Maria lBenadete M. Abaurre, Marcela Pontara. -- são paulo : Editora Moderna, 2008 - Obra em 3 Volumes no Ensino Médio.
REFERENCIAS.